# Tatiana Golovin

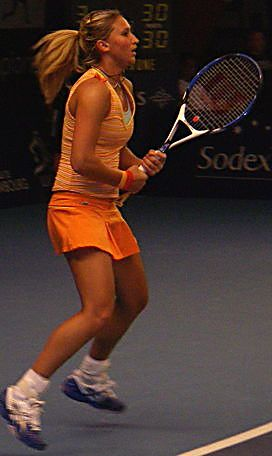
Tatiana Golovin

Tatiana Golovina, född 25 januari 1988 i Moskva, Ryska SFSR, Sovjetunionen, är en fransk högerhänt professionell tennisspelare.

## Tenniskarriären
Tatiana Golovina blev professionell spelare på WTA-touren 2002. Hon har till oktober 2007 vunnit 2 singeltitlar på touren. Bland meriterna finns också en Grand Slam-titel i mixed dubbel. 
Golovina nådde sin första singelfinal på touren 2004 (Birmingham) och därefter var hon finalist i Tokyo (2005) och i Stuttgart (2006) utan att lyckas ta någon titel. Hon vann sin första WTA-titel i singel i april 2007 i Amelia Island genom finalseger över Nadia Petrova 6-2, 6-1. Sin andra singeltitel vann hon i slovenska Portoroz i september 2007 (finalseger över Katarina Srebotnik med 2-6, 6-4, 6-4). 
År 2004 vann hon mixed dubbeltiteln i Franska öppna tillsammans med Richard Gasquet. 
Golovina deltog i det franska Fed Cup-laget 2004 och 2006-07. Hon har totalt spelat 12 matcher i laget och vunnit 8 av dem.

## Spelaren och personen
Tatiana Golovina är född i Moskva, men familjen flyttade till Lyon i Frankrike när hon var 8 månader gammal. Sommaren 2005 flyttade hon till Miami, Florida. Golovina är tillsammans med den franske fotbollsspelaren Samir Nasri
Vid sidan av tennisen tycker hon om att rida, åka skridsko och dans.

## Grand Slam-titlar
- Franska öppna
  - Mixed dubbel - 2004 (med Richard Gasquet)

## ÖvrigaWTA-titlar
- Singel
  - 2007 - Amelia Island, Portoroz